# ملعب صلب

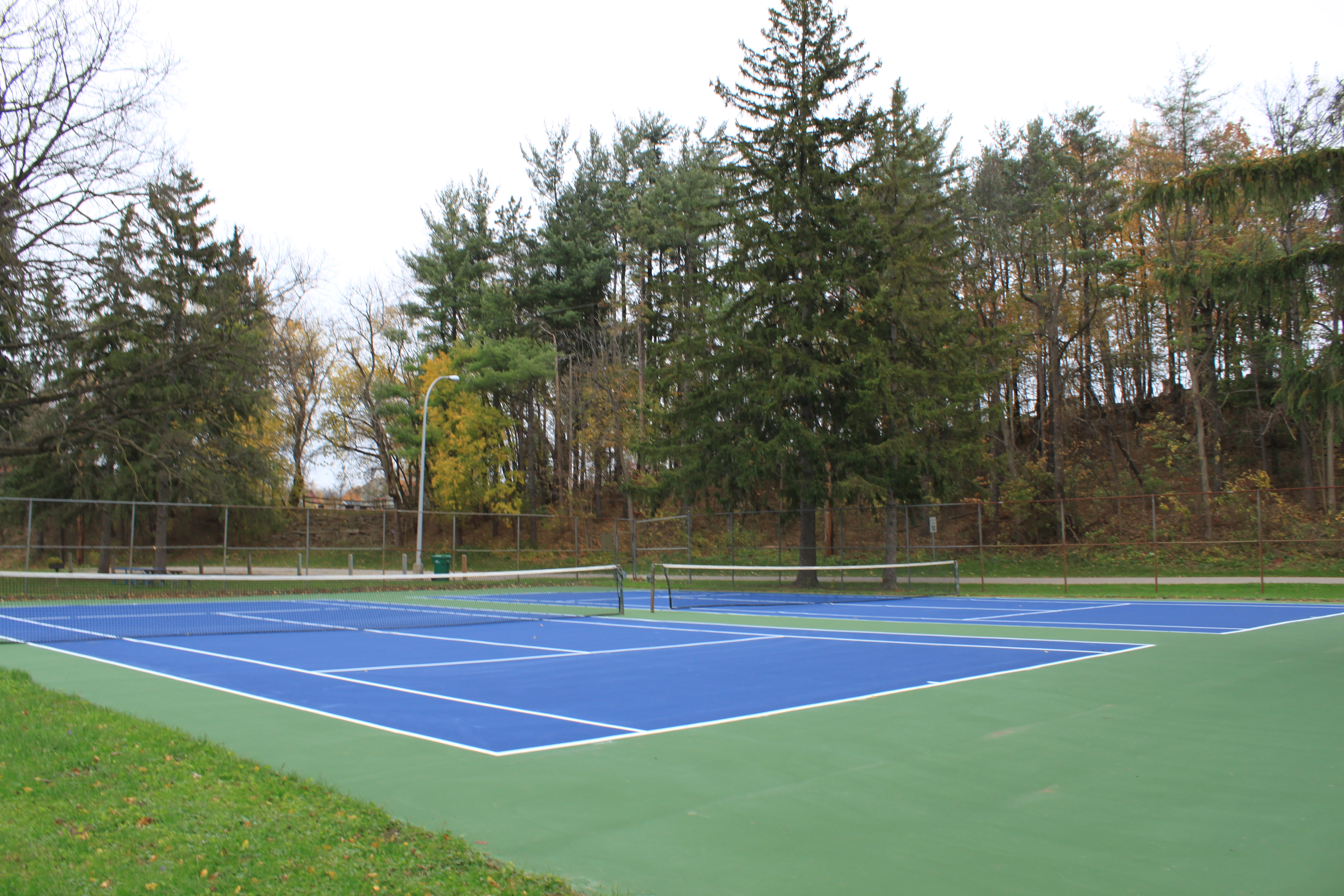
ملعب كرة مضرب صَلب في سالين (ميشيغان)

ملعب صلب (بالإنجليزية: Hardcourt)‏ هو وصّف لسَطح الملاعب الرياضية. ويُستخدم في الملاعب الداخلية المصنوعة من الخشب الصلب مثل القيقب، كما هو موجود في ملاعب كرة السلة وكرة القدم داخل الصالات. وفي الملاعب الخارجية يُستخدم الصلصال والأسفلت. في ملاعب التنس الحديثة تُصنع الملاعب الصلبة من الخرسانة أو الأسفلت بألوان مختلفة.

## كرة المضرب
الملاعب الصلبة في كرة المضرب تُصنع من طبقة أكريليك على الخرسانة أو الأسفلت بألوان مُختلفة. ارتداد الكرة على هذه الملاعب تُعتبر متوسطة السرعة إلى سريعة بسبب عدم امتصاص طاقة الكُرة من الملعب على عكس الملاعب العُشبية؛ لذلك يكون ارتداد الكرة عالي وسريع مما يدفع اللاعبين لعمل حركات دوران متعددة أثناء اللُعب.
تُستخدم الملاعب الصلبة في اثنين من البطولات الكبرى لكرة المضرب (الجراند سلام) وهُن بطولة أستراليا المفتوحة للتنس وبطولة أمريكا المفتوحة للتنس.